# Camponotus penninervis
Camponotus penninervis är en myrart som beskrevs av Théobald 1937. Camponotus penninervis ingår i släktet hästmyror, och familjen myror. Inga underarter finns listade.